# Поляне-при-Примсковем
Поляне-при-Примсковем (словен. Poljane pri Primskovem) — поселення в общині Шмартно-при-Літії, Осреднєсловенський регіон, Словенія. 
Висота над рівнем моря: 563,5 м.